# Ethylmagnesiumbromid
Ethylmagnesiumbromid ist eine chemische Verbindung aus der Gruppe der metallorganischen Reagenzien, genauer der Grignard-Verbindungen.

## Struktur
Die Halbstrukturformel ist CH3CH2MgBr, beschreibt jedoch die reale Struktur nur unzureichend, denn Ethylmagnesiumbromid liegt in der Regel als komplexe Verbindung unter Beteiligung des Lösungsmittels (meist Diethylether oder Tetrahydrofuran) vor, siehe Schlenk-Gleichgewicht.

## Gewinnung und Darstellung
Ethylmagnesiumbromid kann durch Reaktion von Bromethan mit Magnesium gewonnen werden.
{\displaystyle {\ce {EtBr + Mg -> EtMgBr}}}

## Eigenschaften
Ethylmagnesiumbromid ist als technisches Produkt eine luft- und feuchtigkeitsempfindliche Substanz, die als Lösung in Diethylether oder Tetrahydrofuran angeboten wird.

## Verwendung
Ethylmagnesiumbromid wird als Grignard-Reagenz verwendet.